# Rhaphiptera durantoni
Rhaphiptera durantoni es una especie de escarabajo longicornio del género Rhaphiptera, tribu Pteropliini, subfamilia Lamiinae. Fue descrita científicamente por Tavakilian & Touroult en 2007.
La especie se mantiene activa durante el mes de septiembre.

## Descripción
Mide 11,5 milímetros de longitud.

## Distribución
Se distribuye por Guayana Francesa.